# Leen Wuyts
Leen Wuyts, née le 20 mars 1950 à Berchem, est une athlète belge.

## Carrière
Elle est sacrée championne de Belgique de lancer du javelot de 1970 à 1974, de 1976 à 1977 et en 1995.